# Тосинорі Канемото
Тосинорі Канемото (Toshinori Kanemoto) (1940) — японський державний діяч. Президент Інтерполу (1996—2000).

## Життєпис
З квітня 1968 року — співробітник Національної поліцейської агенції Японії.
З квітня 1992 року — був генеральним директором штабу поліції префектури Кумамото.
З серпня 1995 року — працював генеральним директором Департаменту міжнародних справ Національної поліцейської агенції.
У 1996—2000 рр. — Обраний Президентом Інтерполу.
З серпня 2000 року — президент Національної поліцейської академії Японії.
З квітня 2001 року — директор кабінету з розвідки Секретаріату Кабінету Міністрів Японії.
З лютого 2007 року — працював радником.
З лютого 2007 року — директор з позаштатної корпорації Riken.
З червня 2007 року — директор із зовнішньої діяльності компанії Nomura Securities Co., Ltd.
З червня 2008 року — зовнішній ревізор компанії Kameda Seika Co., Ltd. Він працював корпоративним аудитором в JX Nippon Oil & Energy Corporation. Він зареєстрований як адвокат у Токійській асоціації адвокатів Даі-іті з січня 2007 року.
З червня 2011 року — директор позаштатної компанії Nomura Holdings, Inc.
З 26 червня 2013 до 29 червня 2017 рр. — він служив поза корпоративним аудитором у JXTG Holdings, Inc.
До червня 2018 року — виконує обов'язки зовнішнього аудитора та члена спостережної ради Nippon Television Holdings, Inc. та Nippon Mining Holdings, Inc.